# Živosrebrna svetilka
Živosrebrna svetilka je svetlobni vir za proizvajanje ultravijolične svetlobe, ki deluje na osnovi obločnega razelektrenja. V žlahtnem plinu se ob vključitvi električne napetosti pojavi tlivno razelektrenje. Živosrebrni elektrodi se segrejeta, ker privede do izparevanja živega srebra. Parni tlak v cevi naraste do visoke vrednosti, s čimer so izpolnjeni pogoji za obločno razelektrenje. Med anodo in katodo natane  svetlobni oblok, ki vsebuje velik del ultravijoličnega sevanja.